# Robert Clément (architecte)
Robert Lucien Herman Clément, né à Lille le 2 septembre 1907 et mort à Lomme le 8 mai 1991, est un architecte français professeur à l'école d'architecture des Beaux Arts de Lille.

## Biographie
Il est élève de Georges Dehaudt à l’École régionale d’architecture de Lille, puis de Paul Bigot à l’École nationale supérieure des beaux-arts. Il est diplômé le 8 novembre 1932 
Il s'installe comme architecte à Lomme et professeur chef d'atelier d'architecture à l'École régionale de Lille. Il forme de nombreux étudiants architectes avec André Lys dont Maurice Salembier et Ludwik Peretz. 
Il fut président du Groupe Nord de la S.A.D.G. Société des Architectes Diplômés par le Gouvernement et président de l'ordre des architectes.

## Principales constructions
- 1933 : villa, 2139 route Nationale - Wez-Macquart, Prémesques[2]
- 1938 : école publique Roger-Salengro, avenue Arthur-Notebart à Lomme[3]
- 1961 : hôtel de ville de Lomme avec José Ségers.
- 1970 : école Demory, rue Albert-Deberdt à Lomme avec Marcel Sézille[4]